# Segunda Categoría del Azuay 2012
El Campeonato Provincial de la Segunda Categoría del Azuay 2012 es un torneo de fútbol en Ecuador en el cual compiten equipos de la Provincia del Azuay. El torneo es organizado por Asociación de Fútbol Profesional del Azuay (AFA) y avalado por la Federación Ecuatoriana de Fútbol.

## Equipos participantes
| Equipos participantes | Equipos participantes | Equipos participantes                                               |
| --------------------- | --------------------- | ------------------------------------------------------------------- |
|                       |                       |                                                                     |
| Equipo                | Ciudad                | Estadio                                                             |
| Liga de Cuenca        | Cuenca                | Estadio Alejandro Serrano Aguilar                                   |
| La Gloria             | Cuenca                | Estadio de LDU de Cuenca (Cazhapata)                                |
| El Cuartel            | Cuenca                | Estadio de LDU de Cuenca (Cazhapata)                                |
| Estudiantes           | Cuenca                | Estadio Alejandro Serrano Aguilar                                   |
| Gualaceo S.C.         | Gualaceo              | Estadio Gerardo León Pozo de la Liga Deportiva Cantonal de Gualaceo |
| Tecni Club            | Cuenca                | Estadio Alejandro Serrano Aguilar                                   |
| Cruz del Vado         | Cuenca                | Estadio Alejandro Serrano Aguilar                                   |

## Tabla de posiciones
| Equipo         | Pts | PJ | PG | PE | PP | GF | GC | DG  |
| -------------- | --- | -- | -- | -- | -- | -- | -- | --- |
| Gualaceo S.C.  | 13  | 6  | 4  | 1  | 1  | 11 | 4  | +7  |
| Liga de Cuenca | 11  | 6  | 3  | 2  | 1  | 11 | 9  | +2  |
| Estudiantes    | 10  | 6  | 3  | 1  | 2  | 11 | 9  | +2  |
| Tecni Club     | 10  | 6  | 3  | 1  | 2  | 10 | 9  | +1  |
| El Cuartel     | 9   | 6  | 3  | 0  | 3  | 3  | 16 | -13 |
| Cruz del Vado  | 4   | 6  | 1  | 1  | 4  | 5  | 11 | -6  |
| La Gloria      | 2   | 6  | 0  | 2  | 4  | 5  | 12 | -7  |

|  | Clasificado a los zonales |

- Datos: Q6344584